# Burgköppel (Unter-Widdersheim)
Koordinaten: 50° 26′ 0″ N, 8° 54′ 13″ O
Burgköppel ist die heutige Bezeichnung der vermutlichen Reste einer Sumpfburg bei Unter-Widdersheim, einem Stadtteil von Nidda im hessischen Wetteraukreis. Es ist ein Bodendenkmal im Flächennutzungsplan der Stadt Nidda.
Der Burgköppel befindet sich etwa 1 km westlich von Unter-Widdersheim auf 130,5 m ü. NHN, zwischen Weidgraben im Osten und Lehngraben im Westen, unmittelbar südlich der Kreisstraße von Unter-Widdersheim nach Utphe, am östlichen Ufer des Lehngrabens im Naturschutzgebiet „Kuhweide“. Das Gebiet ist Teil des von der Horloff durchflossenen FFH-Gebiets Nr. 5519-304: „Horloffaue zwischen Hungen und Grund-Schwalheim“ und des Naturschutzgebiets „Mittlere Horloffaue“. Dort ragen eine Anzahl großer Felsblöcke von bis zu 1,5 m Durchmesser und mehrere Tonnen schwer aus dem Erdreich, die wohl ehemals aus den umliegenden Ackerflächen entfernt wurden.
Der Archäologe Karl August von Cohausen berichtete 1884:

„Auch in den Wiesen am Eselssteg zwischen Unter-Widdersheim und Utphe liegt  eine  Sumpfburg, Burgköppel genannt, nämlich ein 500× im Umfang haltendes, 10 bis 15' über der Wiesenfläche erhabenes Feldstück mit einigen aus dem Boden hervorragenden Basaltfelsen, sonst aber ohne Spur von Anbau oder Umwallung. Doch hat Herr Cloos Spuren alten Mörtels gefunden und auf den sonderbaren Umstand aufmerksam gemacht, dass dieser Burgköppel bis zum Jahre 1836 den drei Gemeinden Unter- und Oberwiddersheim und Borsdorf gehört hat. Die Bewohner dieser drei Dörfer scheinen daher in Zeiten der Not hier in den Sümpfen einen gemeinschaftlichen Zufluchtsort besessen und benutzt zu haben.“

Am Burgköppel wurden Steinwerkzeuge aus der Mittelsteinzeit (8000–5600 v. Chr.) gefunden.